# Rav Ashi
Rav Ashi (em hebraico:  רב אשי) ("Rabino Ashi") (Babilônia, 352 – 427) foi um rabino que viveu na Babilônia, conhecido como um amoraíta (comentador da Lei oral), que restabeleceu a Academia em Sura e foi o primeiro editor do Talmude babilônico. Segundo uma tradição preservada nas academias, Rav Ashi nasceu no mesmo ano em que Rava, o grande professor de Mahuza, morreu, e foi o primeiro professor de alguma importância nas Academias talmúdicas da Babilônia após a morte de Rava. Simai, o pai de Ashi, era um homem rico e culto, um estudante do colégio de Naresh, perto de Sura, que era administrado por Rav Papa, discípulo de Rava. O professor de Ashi foi Rav Kahana, um membro do mesmo colégio, que mais tarde tornou-se presidente da academia em Pumbedita.

## Compilação da Guemará

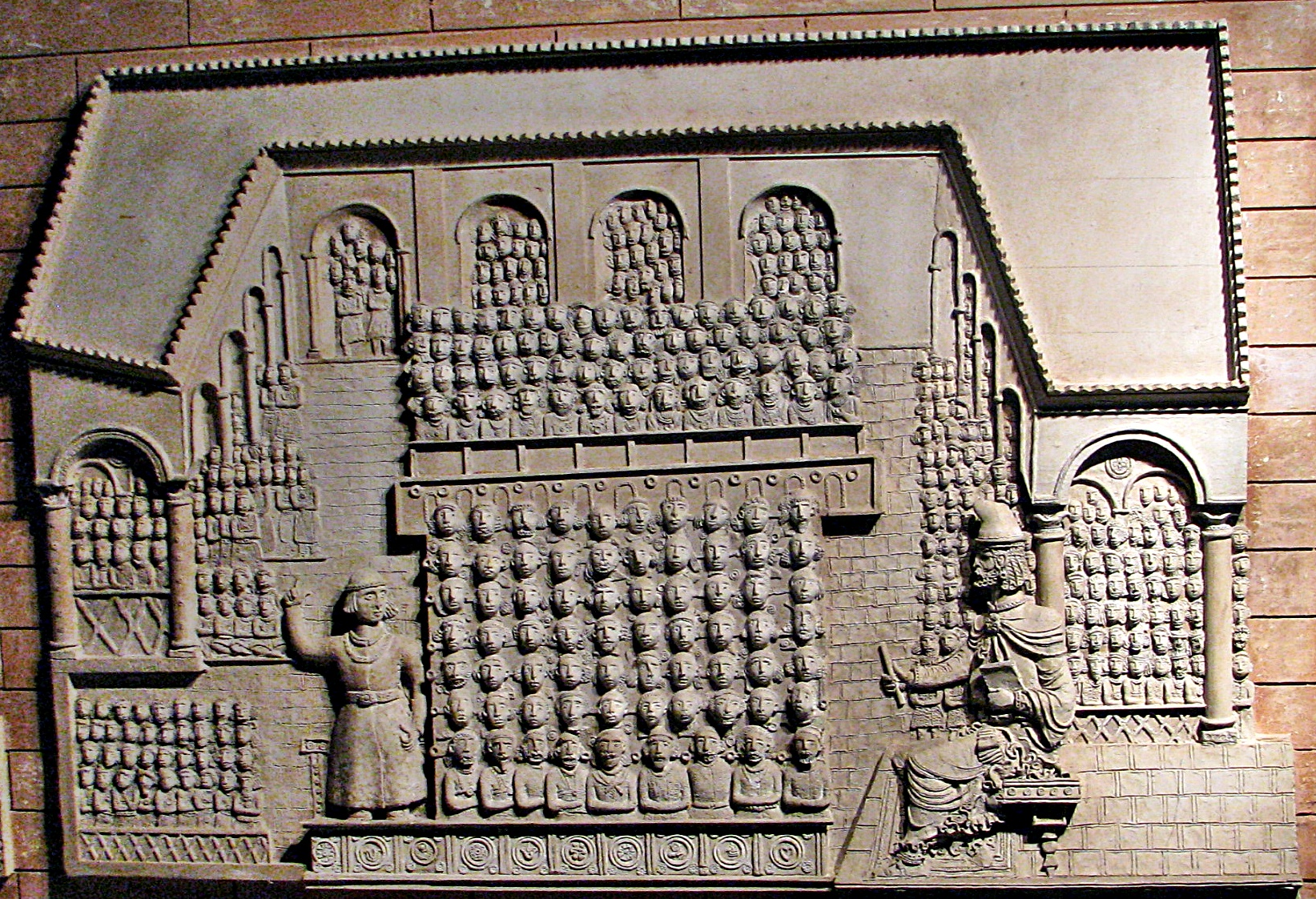
Uma representação de Rav Ashi ensinando na Academia de Sura

Ainda jovem, Rav Ashi tornou-se o diretor da Academia de Sura, e seus grandes ensinamentos foram reconhecidos pelos professores mais antigos. A Academia estava fechada desde a morte de Rav Chisda em 309, mas sob a administração de Rav Ashi ela recuperou toda a sua importância anterior. Sua personalidade imponente, sua posição acadêmica e riqueza são suficientemente indicadas para dizer que desde os dias do rabino Judá, o Príncipe, "a aprendizagem e distinção social nunca estiveram tão unidas em uma só pessoa como em Ashi". Na verdade, Rav Ashi foi o homem destinado a realizar uma tarefa semelhante àquela realizada por Judá I. Este último compilou e editou a Mishná; Rav Ashi fez dela o trabalho de sua vida ao coletar após uma análise crítica, sob o nome de Guemará, essas explicações da Mishná que haviam sido proferidas nas academias da Babilônia desde os dias de Rab, juntamente com todas as discussões ligadas a elas, e todo o material haláquico e hagádico tratado nas escolas.
Conjuntamente com os seus discípulos e os estudiosos que se reuniam em Sura para a "Kallah", ou conferências semi-anual dos colégios, ele concluiu esta tarefa. A atitude gentil do xá Isdigerdes I, bem como o reconhecimento dedicado e respeitoso de sua autoridade pelas academias de Neardeia e Pumbedita, muito favoreceram o empreendimento. Um elemento particularmente importante no sucesso de Ashi foi a duração de seu mandato como diretor da Academia de Sura, que deve ter durado 52 anos, mas com a tradição, provavelmente por causa de números redondos, foi aumentada para 60 anos. Segundo a mesma tradição, esses 60 anos dizem ter sido tão simetricamente distribuídos a fim de que cada tratado necessitou de seis meses para o estudo de sua Mishná e a redação das exposições tradicionais, o mesmo período (Guemará) , agregando, assim, 30 anos para os 60 tratados. O mesmo processo foi repetido por mais 30 anos, até que o período final de trabalho foi considerado completo.
Rav Ashi, na verdade, revisou o trabalho duas vezes—um fato que é mencionado no Talmude. Além disso, o próprio Talmude não contém a menor indicação de que a atividade de Ashi e de sua escola atuou neste campo por mais de meio século. Mesmo se esse trabalho editorial fosse escrito, e transcrito no Talmude babilônico sob a orientação de Rav Ashi ou não, isso não pode ser respondido por qualquer declaração do Talmude. Porém, é provável que a fixação do texto de modo abrangente para uma obra literária não podia ter sido conseguido sem o auxílio da escrita.
O trabalho iniciado por Rav Ashi foi continuado pelas duas gerações sucessivas e concluído por Ravina II, outro diretor do colégio de Sura, que morreu em 499. O trabalho que o último nomeado deixou, apenas pequenas adições foram feitas pelos savoraim. Uma dessas adições— aquela para um enunciado antigo sobre o "Livro de Adão, o Primeiro Homem", —foi anexada esta declaração: "Ashi e Ravina são os últimos representantes de decisão independente (hora'ah)", uma referência evidente ao trabalho dos dois na edição do Talmude babilônico, que como um objeto de estudo e um manancial de "decisões" práticas teria a mesma importância para as gerações vindouras como o Mishná teve para os amoraítas.

## Elevação de Sura

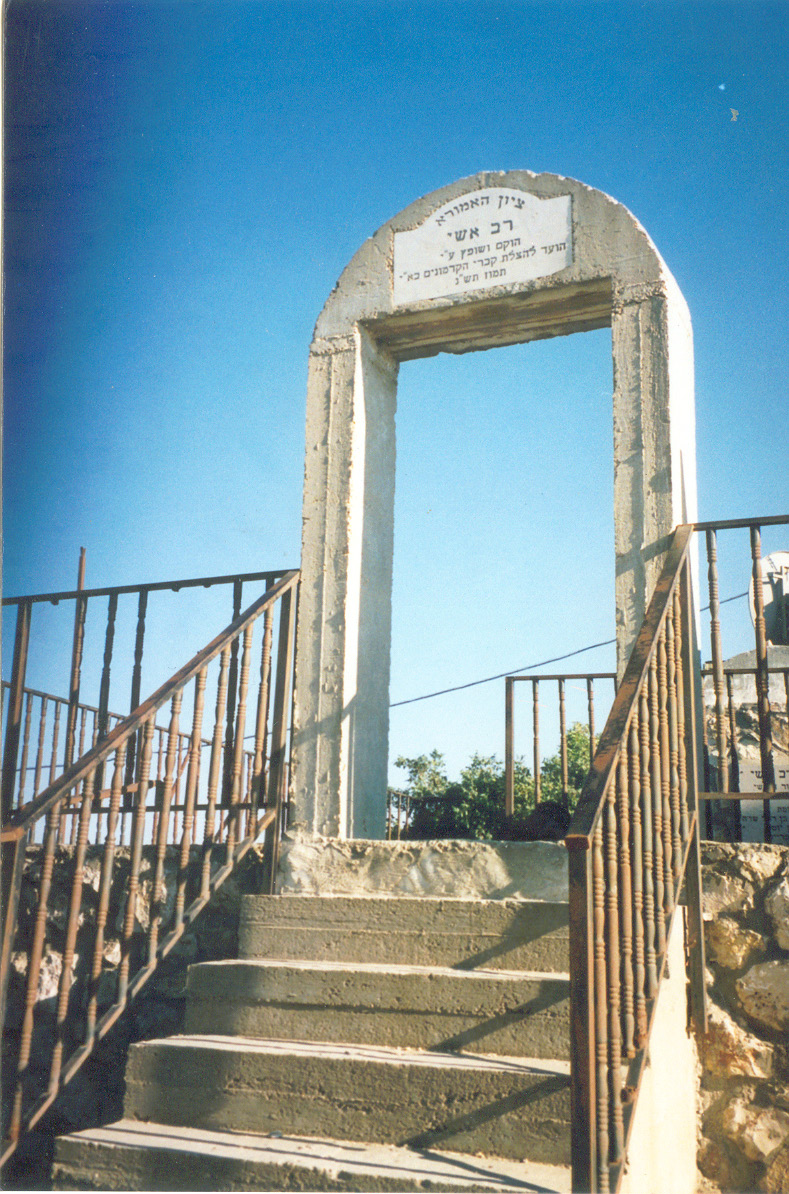
O túmulo do rabino Ashi, em Har Shinaan, nas montanhas Galil, Israel.

Rav Ashi não apenas elevou Sura até ela se tornar o centro intelectual dos judeus da Babilônia, mas também contribuiu para a sua grandeza material. Reconstruiu a academia de Rav e a sinagoga anexa a ela, sem poupar gastos e supervisionou pessoalmente a sua reconstrução. Como resultado direto do renome de Rav Ashi, o exilarca vinha anualmente a Sura no mês após as comemorações do Ano Novo para receber os cumprimentos dos representantes reunidos das academias e congregações babilônicas. Essas festividades e outras convenções em Sura atingiram um tal grau de esplendor que Rav Ashi expressou sua surpresa em como os residentes gentios de Sura não ficavam tentados em aceitar o Judaísmo.
Sura manteve a importância que lhe foi conferida por Rav Ashi durante vários séculos, e apenas durante os últimos dois séculos do período gaônico foi que Pumbedita voltou a ser sua rival. O filho de Rav Ashi, Tabyomi, sempre foi chamado de "Mar (Mestre), o filho de Rav Ashi", foi um estudioso reconhecido, mas foi somente em 455, vinte e oito anos após a morte de seu pai, que foi investido na posição que o seu pai tão brilhantemente ocupou por mais de meio século.

## Túmulo de Rav Ashi
De acordo com a tradicional crença judaica, o túmulo de Rav Ashi está situado numa colina com vista para o kibutz de Manara, na Galileia Superior, Israel. Os muçulmanos afirmam que o túmulo pertence a um xiita muçulmano, o Xeique Abbad, considerado um dos fundadores do movimento xiita no Líbano, que viveu cerca de 500 anos atrás.
Quando Israel se retirou do sul do Líbano, em maio de 2000, o principal obstáculo que impediu a implantação de soldados das Nações Unidas ao longo da fronteira foi a alocação deste disputado local. Foi uma das últimas disputas de terras a ser resolvida entre os Estados de Israel e Líbano. Uma opção era erguer uma barricada ao redor do túmulo para impedir que muçulmanos e judeus visitassem o túmulo. A Linha Azul traçada pelas Nações Unidas, divide ao meio o túmulo disputado.